# Armadillidium brunneum
Armadillidium brunneum är en kräftdjursart som beskrevs av Brandt 1833. Armadillidium brunneum ingår i släktet Armadillidium och familjen klotgråsuggor. Inga underarter finns listade i Catalogue of Life.